# Dina pengar är mina pengar
Dina pengar är mina pengar (engelska: I'm All Right Jack) är en brittisk komedifilm från 1959 i regi av John Boulting.
1999 placerade British Film Institute filmen på 47:e plats på sin lista över de 100 bästa brittiska filmerna genom tiderna.

## Rollista i urval
- Ian Carmichael - Stanley Windrush
- Peter Sellers - Fred Kite
- Richard Attenborough - Sydney DeVere Cox
- Margaret Rutherford - Tant Dolly
- Terry-Thomas - Major Hitchcock
- Dennis Price - Bertram Tracepurcel
- John Le Mesurier - Waters
- Liz Fraser - Cynthia Kite
- Marne Maitland - Mohammed
- Miles Malleson - Windrush, Sr
- Victor Maddern - Knowles
- Kenneth Griffith - Dai